# 临江城
临江城是闽越的“拒汉六城”之一，遗址在今福建省南平市浦城县临江镇锦城村西部，位于南浦溪下游的临江溪畔。东越王余善曾与西汉军队战于此城。遗址面积约9万平方米，残存夯土城墙约30米，高3米；建筑台基280平方米；其边缘有绳纹板瓦及筒瓦等瓦砾堆积层。